# Simpsons Illustrated
Simpsons Illustrated era una revista que acompañaba al programa de televisión estadounidense de dibujos animados Los Simpson. Ofreció, entre muchas otras cosas, artículos y entrevistas sobre el show y el cómic basado en el universo Simpson. Simpsons Illustrated se publicó entre 1991 y 1993 y dio lugar a la creación de Bongo Comics.  

## Contenido
El contenido de la revista incluye artículos de fondo y entrevistas con el elenco y la tripulación, diagramas de casas de ensueño, principales personajes, cómics, y fanart (que fue muy alentado). Otra característica recurrente en la revista era una tira cómica llamada Arnold. Una edición estaba en 3-D y se incluían gafas.  
La revista también informó sobre noticias reales relacionadas con el espectáculo. Una historia era sobre una protesta celebrada el 13 de febrero de 1991. Un grupo de ciudadanos locales luchó contra el plan del estado para crear un vertedero de residuos nucleares en su barrio. Fue organizado por Citizens Against Radioactive Dumping (CARD) y demostrado en la reunión mensual del Low-Level Radioactive Waste Siting Commission en Albany, Nueva York. Cuatro niños disfrazados de Homer Simpson, Marge Simpson, Bart Simpson y Lisa Simpson, también presentaron un pez de tres ojos, que se parecía a Blinky, un personaje que apareció en la segunda temporada de Los Simpson en el episodio "Two Cars In Every Garage And Three Eyes On Every Fish". También realizaron una canción de rap explicando la trama del episodio.

## Historia
Simpsons Illustrated fue producido por Matt Groening, Bill Morrison, Cindy y Steve Vance, y Katy Dobbs era la directora editorial. Duró diez ediciones entre 1991 y 1993. Welsh Publishing Company emitió cuatro ediciones por año. La revista tenía una circulación de un millón de copias.
Bill Morrison dibujó y escribió todos los cómics de Los Simpson para Simpsons Illustrated, mientras que la tira Arnold fue dibujada por el creador de Los Simpson Matt Groening y su hermano-en-ley, Craig Bartlett. Esta tira fue adaptada más adelante para la serie animada Hey Arnold!.
El primer número fue lanzado el 4 de abril de 1991. Se incluyó una copia de la Springfield Shopper, un diario ficticio de la serie, y un póster desplegable que describe cada personaje de la serie y la relación entre ellos. Un cuento original, contada por Bart fue incluido, junto con un Oficial Simpsons Illustrated School Survival Handbook, que incluía consejos tácticos sobre cómo encontrar el mejor asiento en la clase.
La última edición de Simpsons Illustrated era un cómic de un solo número titulado Simpsons Comics and Stories. El éxito abrumador de este libro aparentemente de un solo número fue la razón por la que Bongo Comics fue creado.